# Мостовая гигантов
«Мостовая гигантов», или Доро́га гига́нтов (ирл. Clochán an Aifir или Clochán na bhFómharach, англ. Giant's Causeway) — памятник природы из примерно 40 000 соединённых между собой базальтовых (реже андезитовых) колонн, образовавшихся в результате древнего извержения подводного вулкана. Расположен на северо-востоке Северной Ирландии в 3 км к северу от города Бушмилса. Дорога, а также побережье Козвэй-Кост, на котором она находится, были объявлены объектом всемирного наследия ЮНЕСКО в 1986 году, а национальным заповедником — Департаментом окружающей среды Северной Ирландии в 1987 году. Верхушки колонн образуют подобие трамплина, который начинается у подножья скалы и исчезает под поверхностью моря. Большинство колонн шестиугольные, хотя у некоторых четыре, пять, семь и восемь углов. Самая высокая колонна высотой около 12 м.
Дорога гигантов принадлежит Национальному фонду, который организует доступ туристов и занимается охраной этого объекта. Дорога гигантов — наиболее популярная достопримечательность в Северной Ирландии.

## Легенда
В одном из сказаний говорится, что Финн Мак Кумал, решив сразиться с чудовищным одноглазым противником Голлом, чтобы не замочить ноги, вбил в дно Ирландского моря ряд колонн и таким образом построил мост. Устав, он прилёг отдохнуть. В это время Голл сам перешёл по мосту в Ирландию и явился к Финну. Жена Финна, Ума, указав на спящего мужа, солгала, сказав, что это её младенец-сын. Кроме того, она угостила Голла лепёшками, внутри которых запекла плоские железные сковороды, и когда великан начал ломать об них зубы, дала вторую лепёшку — простую — «младенцу»-Финну, который спокойно съел её. Представив, каким же гигантом окажется отец этого немаленького «младенца», Голл в ужасе сбежал, по пути разрушая мост.

## Геология
Около 50-60 миллионов лет назад, во время палеогенового периода, месторасположение Антрим подвергалось интенсивной вулканической активности, когда расплавленный базальт проникал через отложения, формируя обширные лавовые плато. По мере быстрого охлаждения происходило сокращение объёма вещества (подобное наблюдается при высыхании грязи). Горизонтальное сжатие приводило к характерной структуре шестигранных столбов. По другой версии, причиной образования такой структуры является конвекция в вязкой жидкости, охлаждаемой сверху (см. Ячейки Бенара).

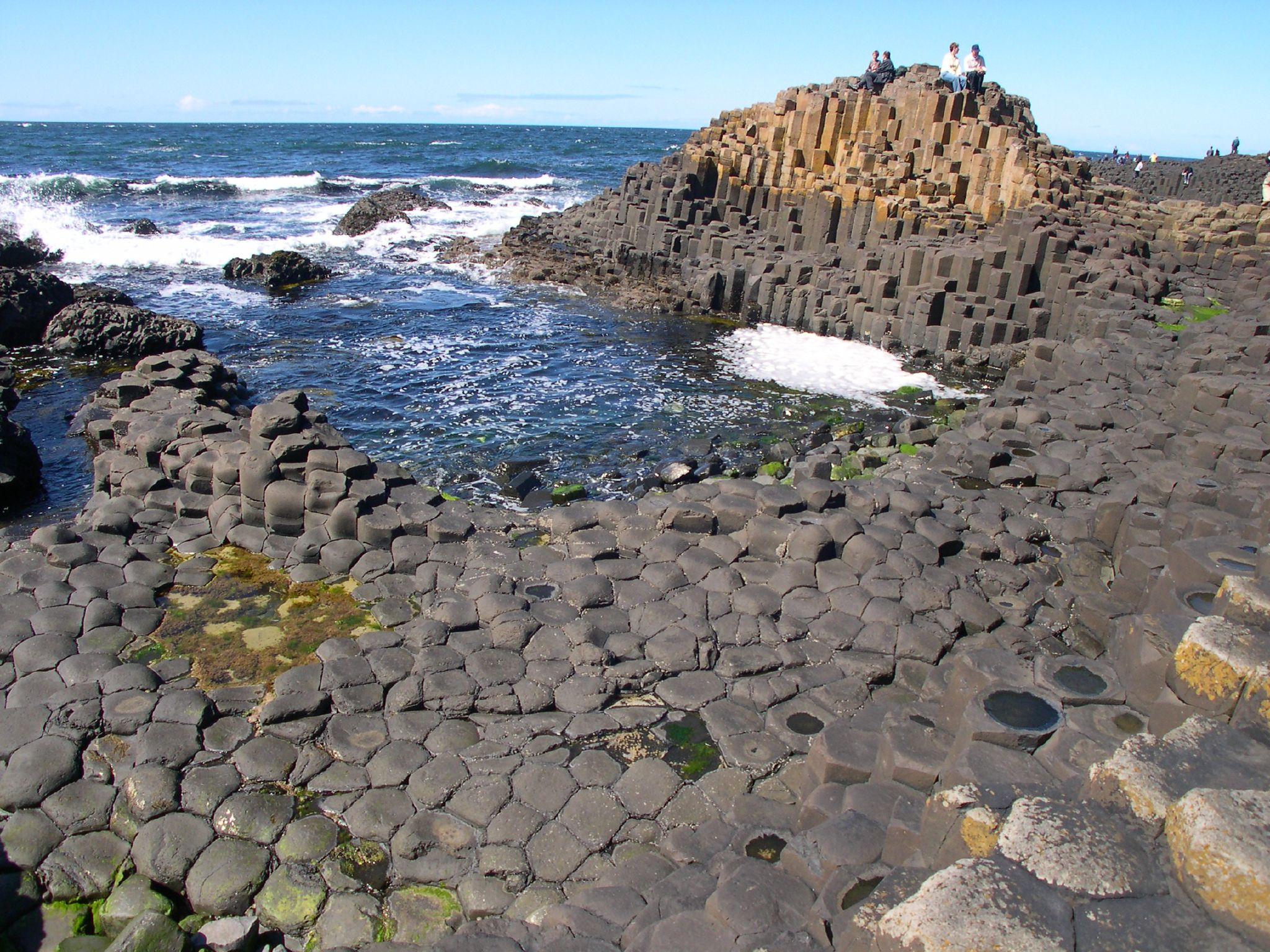
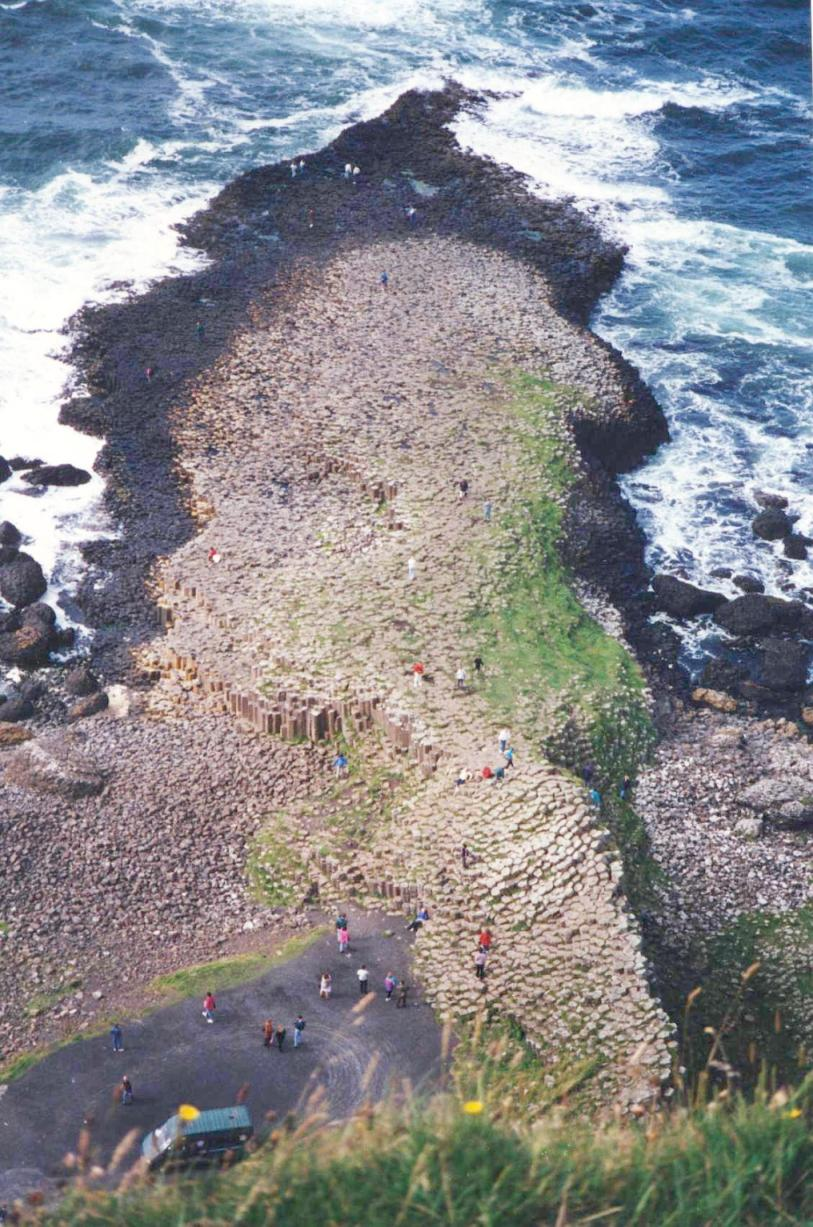
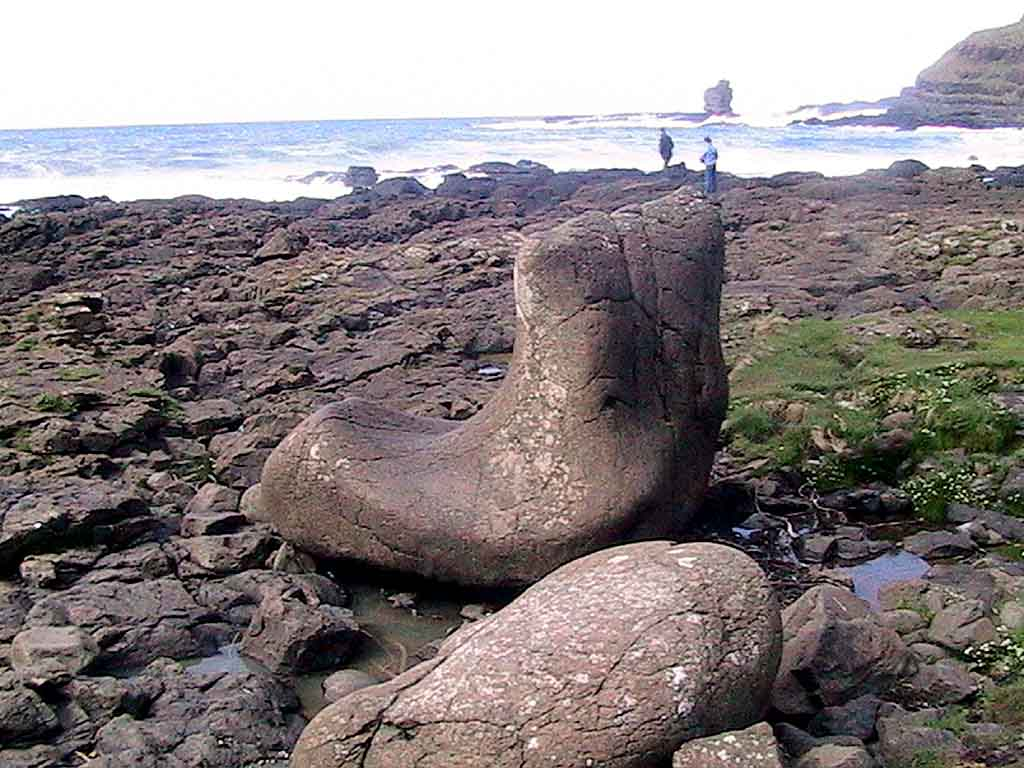
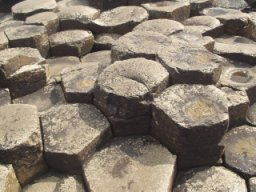
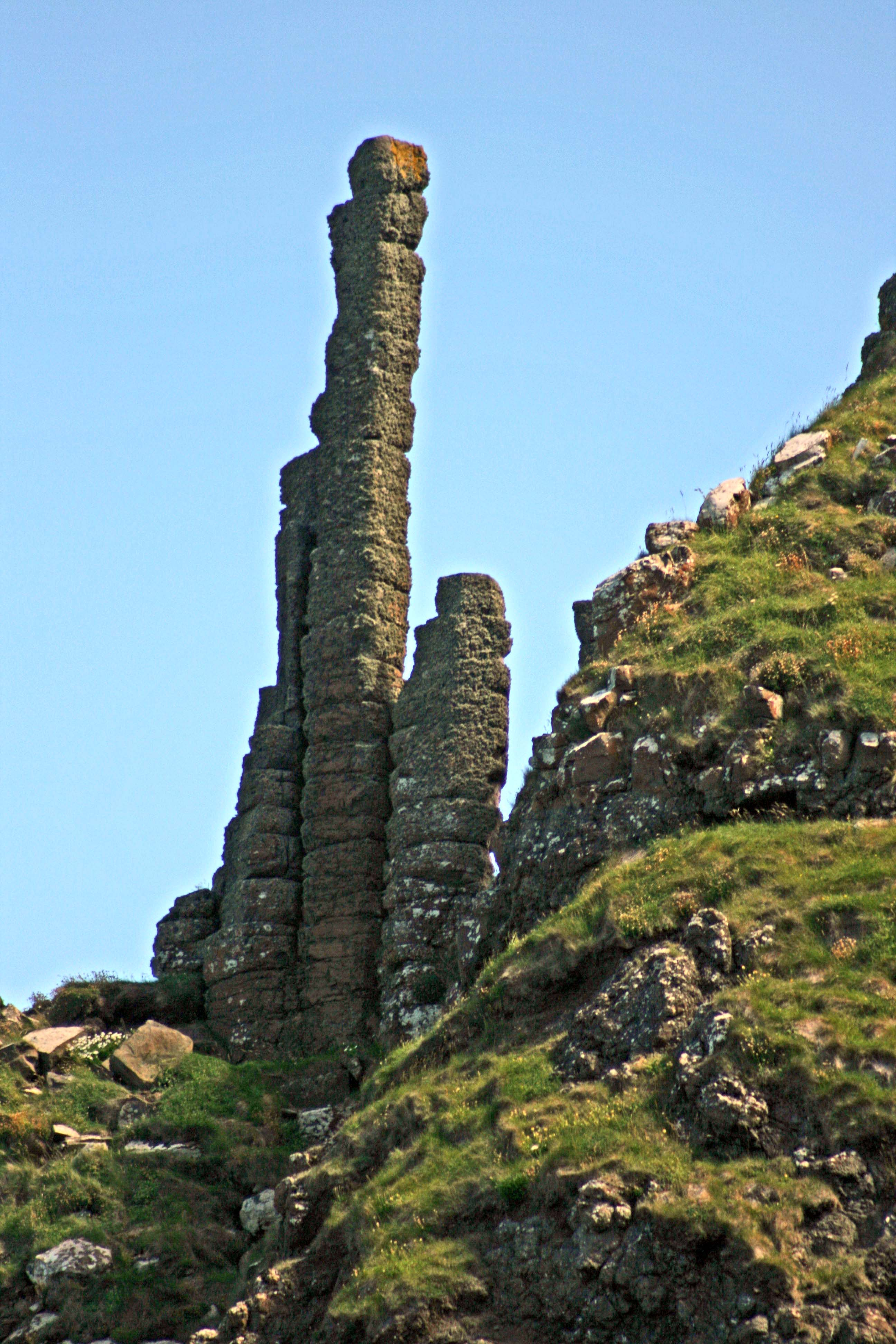
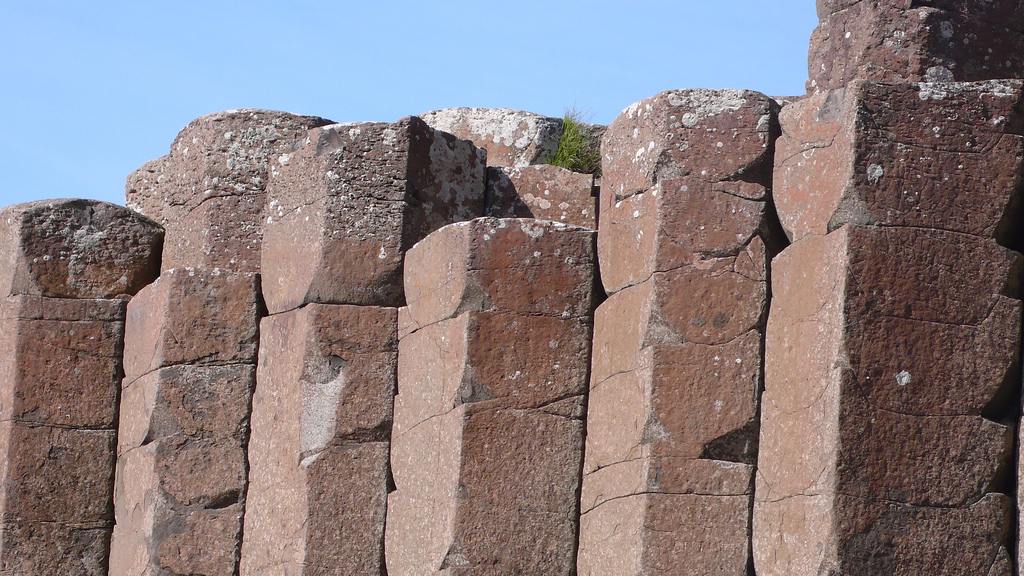